# Willow Springs (Illinois)
Willow Springs es una villa ubicada en el condado de Cook en el estado estadounidense de Illinois. En el Censo de 2010 tenía una población de 5524 habitantes y una densidad poblacional de 517,55 personas por km².

## Geografía
Willow Springs se encuentra ubicada en las coordenadas 41°44′4″N 87°53′3″O / 41.73444, -87.88417. Según la Oficina del Censo de los Estados Unidos, Willow Springs tiene una superficie total de 10.67 km², de la cual 10.4 km² corresponden a tierra firme y (2.57%) 0.27 km² es agua.

## Demografía
Según el censo de 2010, había 5524 personas residiendo en Willow Springs. La densidad de población era de 517,55 hab./km². De los 5524 habitantes, Willow Springs estaba compuesto por el 91.94% blancos, el 1.01% eran afroamericanos, el 0.04% eran amerindios, el 2.64% eran asiáticos, el 0% eran isleños del Pacífico, el 2.7% eran de otras razas y el 1.67% pertenecían a dos o más razas. Del total de la población el 8.53% eran hispanos o latinos de cualquier raza.